# Pyrenopsis subareolata
Pyrenopsis subareolata är en lavart som beskrevs av Nyl. Pyrenopsis subareolata ingår i släktet Pyrenopsis och familjen Lichinaceae.  Arten är reproducerande i Sverige. Inga underarter finns listade i Catalogue of Life.